# Tarzan (film din 1999)
Tarzan este un film de animație din 1999, produs de Walt Disney Feature Animation, și lansat de Walt Disney Pictures.
Filmul se bazează pe romanul Tarzan of the Apes (1912) de Edgar Rice Burroughs, fiind prima versiune cinematografică majoră de animație a poveștii. A fost regizat de Kevin Lima și Chris Buck, și produs de Bonnie Arnold, după un scenariu scris de Tab Murphy, Bob Tzudiker și Noni White. Distribuția este formată din vocile lui Tony Goldwyn, Minnie Driver, Glenn Close, Rosie O'Donnell, Brian Blessed, Lance Henriksen, Wayne Knight și Nigel Hawthorne. Artistul englez Phil Collins a compus și înregistrat melodiile coloanei sonore realizate de Mark Mancina, câștigând ulterior Premiul Oscar pentru cea mai bună melodie originală, cu „You'll Be in My Heart”.
Pentru documentarea lungmetrajului, echipa de producție a pornit într-o călătorie de cercetare în Uganda și Kenya pentru a studia gorilele. Animația filmului a îmbinat desenele 2D realizate manual, cu utilizarea extensivă a imaginilor generate pe calculator, și a fost realizată în California, Orlando și Paris. Pentru crearea fundalurilor tridimensionale a fost folosit cu precădere sistemul software de animație Deep Canvas, revoluționar la vremea respectivă. Tarzan a avut premiera la El Capitan Theatre din Los Angeles la 12 iunie 1999, și a fost lansat în Statele Unite la 16 iunie.
Tarzan face parte din perioada de succes masiv a Studiourilor de Animație Walt Disney, cunoscută ca Renașterea Disney. Premiera românească a avut loc în 10 decembrie 1999, în varianta subtitrată, filmul fiind disponibil și pe suport DVD din 21 septembrie 2007. În limba română, solistul trupei Talisman, Alin Oprea, interpretează melodiile de pe coloana sonoră a filmului.

## Acțiune
În anii 1880, un cuplu de britanici și fiul lor nou-născut naufragiază în Africa Ecuatorială. Adulții construiesc o cabană în copac, dar sunt uciși de un leopard pe nume Sabor. Kala, o gorilă a locului care și-a pierdut puiul din cauza lui Sabor, adoptă copilul uman și îl numește Tarzan, deși Kerchak, perechea ei, și liderul gorilelor, se opune.

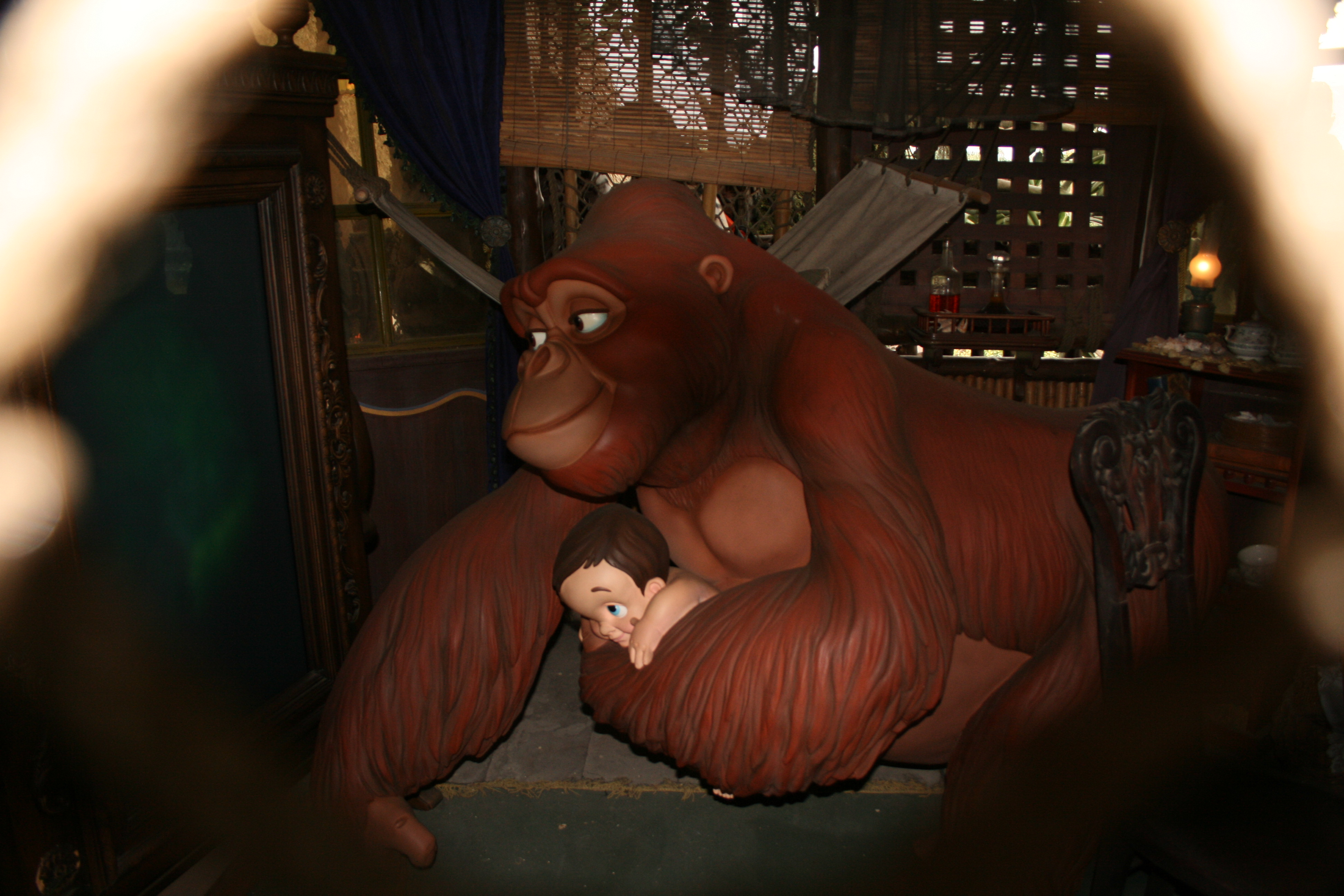
Kala și Tarzan la Disneyland Hong Kong

Crescând, Tarzan se împrietenește cu alte animale, inclusiv cu nepoata lui Kala, Terk, și cu elefantul paranoic Tantor. Tarzan constată că este tratat diferit din cauza fizicul său, așa că face eforturi curajoase pentru a se adapta. Câțiva ani mai târziu, un Tarzan adult salvează gorilele prin înjunghierea lui Sabor, obținând aprobarea reticentă a lui Kerchak.
Între timp, o echipă de exploratori englezi, formată din profesorul Archimedes Q. Porter, fiica sa, Jane, și însoțitorul lor, vânătorul Clayton, ajunge în Africa pentru a studia gorilele. Jane se desparte accidental de grup și este urmărită de o trupă de babuini, până când un Tarzan curios o salvează. După ce o compară cu el însuși, își dă seama de asemănările dintre ei. Jane îl conduce pe Tarzan înapoi în tabăra lor, unde Porter și Clayton sunt fascinați de el; primul în ceea ce privește progresul evolutiv, în timp ce al doilea speră să îl facă pe Tarzan să-i conducă grupul la gorile. În ciuda avertismentelor lui Kerchak de a-i evita pe străini, Tarzan se întoarce în mod repetat la tabără. Porter, Clayton și Jane îl învață cum să vorbească corect în engleză, și îi spun cum este lumea oamenilor. Tarzan și Jane încep o relație romantică; cu toate acestea, ea are dificultăți în a-l convinge pe Tarzan să îi conducă pe oameni la gorile, deoarece Tarzan se teme de furia lui Kerchak.
Când nava exploratorilor se întoarce pentru a-i recupera, Jane îi cere lui Tarzan să se întoarcă cu ei în Anglia, dar Tarzan, la rândul său, îi cere lui Jane să rămână cu el. Clayton îl manipulează pe Tarzan, menționându-i faptul că Jane va rămâne cu el pentru totdeauna dacă îi sunt arătate ascunzișurile gorilelor. Tarzan îi convinge pe Terk și pe Tantor să îl ademenească pe Kerchak și îi conduce pe cei trei la locurile de cuibărit. Porter și Jane sunt încântați să se amestece cu gorilele, dar Kerchak se întoarce pentru a-i ataca pe oameni. Altercația se sfârșește cu resemnarea lui Tarzan, dus de Kala la cabana unde a fost găsit, și dezvăluindu-i adevărul.
Dimineața, Tarzan se îmbarcă pe navă, însoțit de Jane și Porter, dar cei trei sunt prinși într-o ambuscadă de Clayton și de banda sa trădătoare de hoți clandestini. Aflând acum despre locația cuiburilor, Clayton plănuiește să captureze și să vândă gorilele pentru o avere, și îi închide pe Tarzan, Jane și Porter pentru a-i împiedica să intervină. Tarzan evadează cu ajutorul lui Terk și Tantor, și adună animalele junglei pentru a ajuta gorilele să se lupte cu tâlharii. Clayton îl rănește mortal pe Kerchak, și îl urmărește pe Tarzan prin vârful copacilor. Lupta care a urmat duce la strangularea lui Clayton printre liane. Acceptându-l în cele din urmă pe Tarzan ca fiu al său, Kerchak, pe moarte, îl numește liderul familiei de gorile.
A doua zi, Porter și Jane se pregătesc să plece pe navă, în timp ce Tarzan rămâne în urmă cu gorilele. În timp ce barca cu vâsle părăsește țărmul, Porter își încurajează fiica să rămână cu bărbatul pe care îl iubește. Jane sare peste bord, iar o clipă mai târziu, Porter optează să rămână și el. Familia Porter se reîntâlnește cu Tarzan și gorilele, și pornesc în noua lor viață împreună.

## Distribuție
- Tony Goldwyn în rolul lui Tarzan, un tânăr de 20 de ani crescut de gorile care își regăsește rădăcinile umane.

- Alex D. Linz în rolul tânărului Tarzan

- Minnie Driver în rolul lui Jane Porter, fiica excentrică, energică, binevoitoare și inteligentă a profesorului Porter. Ea este prima ființă umană care îl întâlnește pe Tarzan, și devine interesul său amoros.
- Glenn Close în rolul gorilei Kala, mama adoptivă a lui Tarzan, care l-a găsit și l-a crescut după ce și-a pierdut fiul biologic din cauza lui Sabor. Ea este, de asemenea, partenera lui Kerchak.
- Rosie O'Donnell în rolul lui Terk (prescurtare de la Terkina), cea mai bună prietenă a lui Tarzan, o gorilă cu o inteligență debordantă.
- Brian Blessed în rolul lui William Cecil Clayton, un vânător malefic în căutarea cuibuirlor de gorile. Blessed a furnizat, de asemenea, țipătul lui Tarzan pentru personajul principal.[6]
- Nigel Hawthorne în rolul profesorului Archimedes Q. Porter, un om de știință excentric, de statură mică, și tatăl lui Jane.
- Lance Henriksen în rolul lui Kerchak, partenerul lui Kala și tatăl adoptiv al lui Tarzan, un spate argintiu care se străduiește să-l accepte pe Tarzan ca unul de-al lor.
- Wayne Knight în rolul lui Tantor, un elefant paranoic și prieten apropiat al lui Tarzan și Terk. Woody Allen a fost distribuit inițial în rolul lui Tantor, dar Jeffrey Katzenberg l-a convins pe Allen să părăsească proiectul și să se alăture filmului Furnicuțe (1998) al DreamWorks.[7]

- Taylor Dempsey în rolul tânărului Tantor.

## Recepție
Rotten Tomatoes a raportat că 89% dintre critici au acordat un feedback pozitiv filmului, pe baza a 106 recenzii, cu o medie de 7,6/10. Consensul criticilor spune că „Tarzan de la Disney duce povestea bine-cunoscută la un nou nivel, cu animație plină de viață, un ritm alert și câteva piese de acțiune palpitante”. Metacritic, care atribuie un rating normalizat din 100 de la cele mai bune recenzii ale criticilor de specialitate, a calculat un scor de 79 pe baza a 27 de recenzii, indicând „recenzii în general favorabile”. Publicul chestionat de CinemaScore a acordat filmului o notă medie de „A” pe o scară de la A+ la F.
Desson Howe, care a scris pentru The Washington Post, a afirmat că filmul „nu este la înălțimea lui Aladdin, The Lion King și The Little Mermaid, dar este cu ușurință deasupra rândurilor de rebuturi ale lui Hercules și Pocahontas”.